# Jiršovci
Jiršovci – wieś w Słowenii, w gminie Destrnik. W 2018 roku liczyła 249 mieszkańców.